# Lennart Améen
Lennart Gustaf Gunnarson Améen, född 4 juli 1926 i Trelleborg, död 9 maj 2000 i Lunds domkyrkoförsamling, var en svensk kulturgeograf. Han var son till Gunnar Améen.
Efter studentexamen i Malmö 1945 blev Améen filosofie kandidat vid Lunds universitet 1951, politices magister 1952, filosofie licentiat 1961 samt filosofie doktor och docent i kulturgeografi vid Lunds universitet 1964. Han var innehavare av diverse befattningar vid geografiska institutionens kulturgeografiska avdelning där från 1948 till pensioneringen. Bland hans lärjungar märks Tommy Book, som blev professor i kulturgeografi vid Växjö universitet.
Améen deltog i Axel W. Perssons arkeologiska expedition till Labranda i Turkiet 1948 och var styrelseledamot i Sydsvenska geografiska sällskapet. Han medverkade i bland annat Svensk Uppslagsbok och Nationalencyklopedin. Améen hade även ett stort intresse för spårvägshistoria och blev tidigt medlem i Svenska Spårvägssällskapet.
Lennart Améen är begravd på Årstads kyrkogård.